# Синсоль-дон (станция метро)
«Синсоль-дон» (кор. 신설동역) — пересадочная станция Сеульского метроː подземные на Первой (Сеул метро 1) и Второй (ветка Сонсу) линиях. Конечная станция для ветки Сонсу Второй линии. На станции установлены платформенные раздвижные двери.

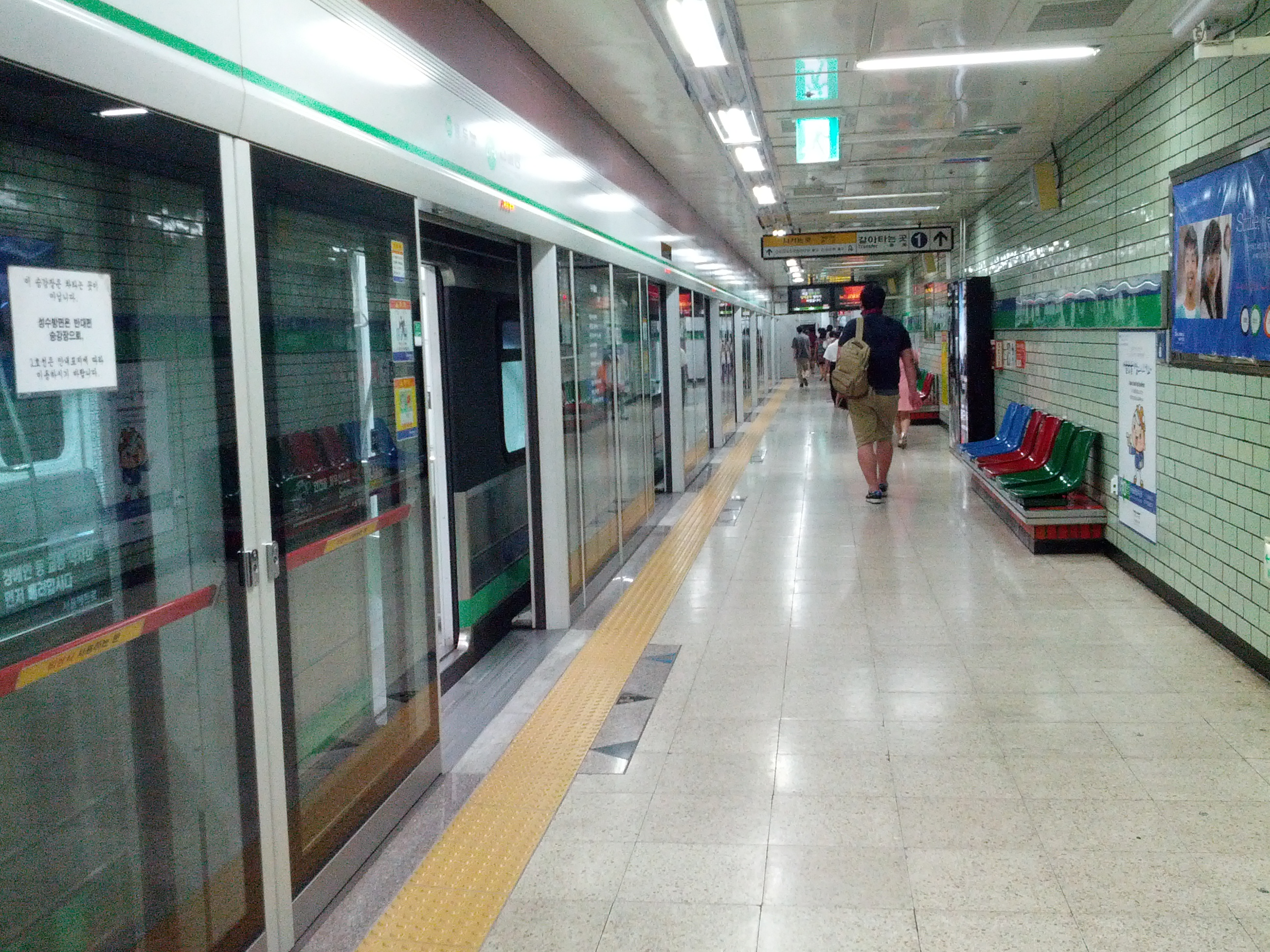
Платформа станции второй линии

Она представлена двумя боковыми платформами на обеих линиях. Станция обслуживается корпорацией Сеул Метро (Seoul Metro). Расположена в квартале Синсол-дон района Тондэмунгу города Сеул (Республика Корея).
На Первой линии поезда Кёнвон экспресс (GWː Gyeongwon) обслуживают станцию; Кёнкин экспресс (GI: Gyeongin), Кёнбусон красный экспресс (GB: Gyeongbu red express), Кёнбусон зелёный экспресс (SC: Gyeongbu green express) не обслуживают станцию.
Пассажиропоток — на 1 линии 34 041 чел/день, на 2 линии 7 372 чел/день (на 2012 год).